# Kán Péter
Kán Péter, Chitilen Péter (12. század) magyar katolikus főpap.

## Élete
A magyar nemesi családból származó Ketelény (Chitilén) fia. III. Béla magyar király orvosa, aki arról nevezetes, hogy a beteg arcáról megmondta, mi a baja és meddig fog élni. Előde, Rainer spalatói érsek halála után III. Béla azt kívánta a spalatóiaktól, hogy magyart válasszanak érseknek. A város III. Sándor pápa elé terjesztette a király óhaját, mivel a magyarok megválasztását a Szentszék korábban ellenezte. III. Sándor 1181-ben felszólította III. Bélát, hogy engedjen szabad választást a városnak, amit a király elutasított. 1183-ban a Zengg melletti Szent György-templomot a templomos lovagoknak adta. Ötévnyi széküresedés után 1185-ben választott, 1185 és 1188 között tényleges spalatói érsek. Az 1185-ben megtartott zsinaton rendezte a dalmát egyház ügyeit, kijelölte a spalatói érsekség, a fárói, a korbáviai, a nonai, a szkardonai, a tinnini, a traui és a zenggi püspökség határait; megalapította a korbáviai püspökséget, melynek első püspökét, Mátét fel is szentelte. Elérte, hogy III. Kelemen pápa 1191-ben az érsekség minden jogát megerősítette és Spalato alá 12 – részben már csak címében létező – püspökséget rendelt.  1188 és 1191 között kalocsai érsek, és kegyura a siklósi Szentháromságról elnevezett bencés apátságnak.

## Megjegyzés
A Magyar Archontológiában a spalatói érseki tisztet 1181 és 1188 között töltötte be.